# Christel Deichmann
Christel Deichmann (Holthusen, 29 août 1941) est une femme politique allemande. 